# تلفزيون الصين المركزي 5 (الرياضية)
CCTV-5 هي القناة الخامسة التلفزيونية الوطنية لجمهورية الصين الشعبية. و هي قناة رياضة تنتمي إلى تلفزيون الصين المركزي (بالماندرين:中国中央电视台)، و هي واحدة من المؤسسات الحكومية الرسمية الصينية.
ظهرت في 1 أكتوبر 1995، و هي قناة متخصصة ضمن مجموعة "CCTV" وتبث على أقمار صناعية مختلفة في جميع أنحاء العالم، 24 ساعة على 24.

## التاريخ
أطلقت القناة في 1 يناير 1995

## البرامج
هي تبث مختلف المسابقات الرياضية:
- كرة القدم: الدوري الإيطالي الممتاز، الدوري الإسباني، بوندسليغا.
- كرة السلة: NBA، البطولة الصينية.
- تنس الطاولة
- كرة طائرة
- دورة الألعاب الآسيوية
- دورة الألعاب الأوليمبية

تم تغيير اسم القناة مؤقتًا إلى ""القناة الأولمبية-CCTV"" (بالفرنسية:CCTV - La Chaîne Olympique) في فترة أولمبياد بكين 2008.

## مقالات ذات صلة
- تلفزيون الصين المركزي.
- مقر تلفزيون الصين المركزي.

## روابط خارجية
- الموقع الرسمي لقناة CCTV-5.